# Maria Teresa de Vallabriga

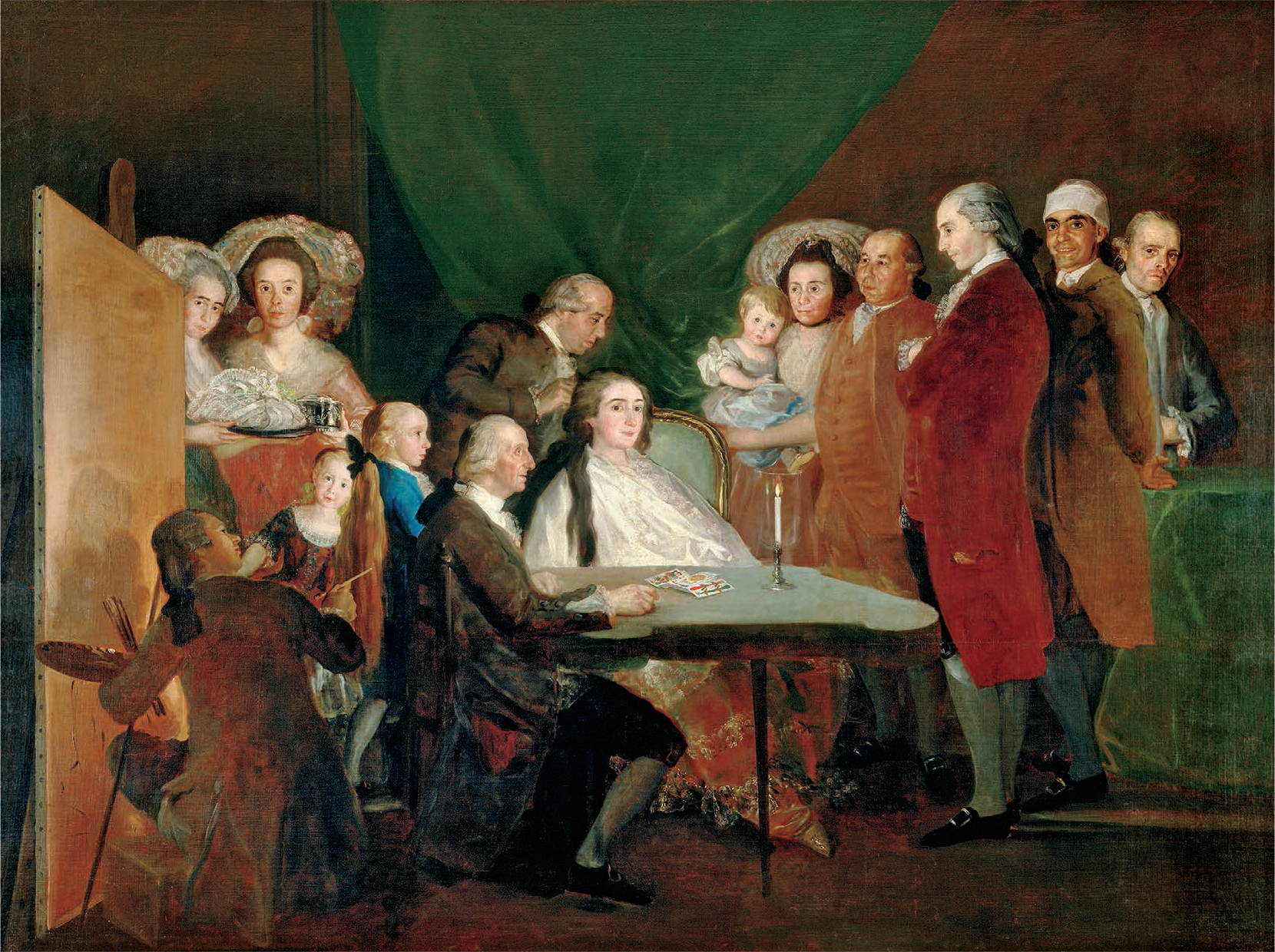
Maria Teresa obok męża, dzieci i świty na zbiorowym portrecie Rodzina infanta Don Luisa pędzla Goi, 1783

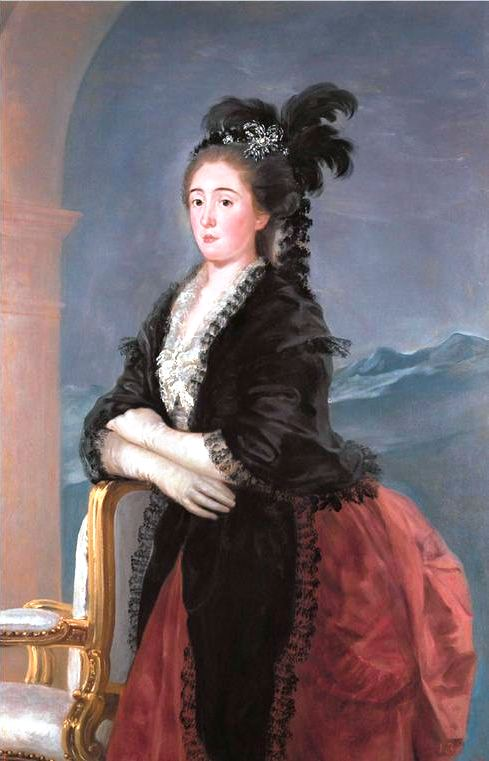
Portret Marii Teresy de Vallabriga pędzla Goi, 1783

Maria Teresa de Vallabriga, Rozas, Español y Drummond de Melfort hrabina de Chinchón (ur. 6 listopada 1759 w Saragossie, zm. 26 lutego 1820 tamże) – hiszpańska arystokratka, dama Królewskiego Orderu Królowej Marii Ludwiki, żona infanta Ludwika Antoniego, młodszego brata króla Karola III.

## Pochodzenie
Maria Teresa była córką José Ignacia de Vallabriga y Español, kapitana aragońskiej kawalerii, i Josefy Stuart de Rozas y Drummond de Melfort, IV hrabiny de Castelblanco i wdowy po José de Villalpando, hrabi de Torresecas. Była również spokrewniona z rodziną księcia Berwicka. Rodzina pochodziła z Saragossy. W 1773, po śmierci matki, razem z młodszą siostrą wyjechała do Madrytu, gdzie zaopiekowali się nimi wujostwo – małżeństwo markizów de San Leonardo. Obie dziewczynki otrzymały odpowiednie arystokratyczne wykształcenie.

## Małżeństwo z infantem
Infant Ludwik Antoni poznał Marię Teresę w Pałacu Królewskim w La Granja de San Ildefonso, gdzie przebywała razem z wujem. Zaręczyli się, kiedy miała 17 lat, a infant 49. Wprawdzie nie miała królewskiego rodowodu, jednak pochodziła z arystokratycznej rodziny. Infant nie był wcześniej żonaty, gdyż rodzina zaplanowała dla niego karierę duchownego, którą – mimo wielu sprzeciwów – ostatecznie porzucił. Ślub odbył się 27 czerwca 1776 w Toledo, w pałacu księżnej Olías del Rey. Żaden z członków rodziny królewskiej nie był obecny na ceremonii.
Małżeństwo infanta było bardzo ważne dla Karola III, który obawiał się, że dzieci jego brata mogłyby rościć sobie prawa do hiszpańskiego tronu. Według prawa, wprowadzonego przez Filipa V w 1773, tron mogło dziedziczyć jedynie potomstwo urodzone w Hiszpanii, a syn i następca Karola III urodził się w Neapolu. Król udzielił zgody na małżeństwo infanta z Marią Teresą jednocześnie uznając je za morganatyczne i wydalając parę z dworu i stolicy. Odebrano im również prawo do używania nazwiska i herbu Burbonów, a dzieci miały nosić nazwisko matki. Zamieszkali poza Madrytem, w Arenas de San Pedro, gdyż rezydencja infanta – Pałac Boadilla del Monte – znajdowała się na terytorium miasta, z którego ich wygnano.
Maria Teresa otrzymała od męża liczne podarunki. Ludwik Antoni był z tego małżeństwa bardzo zadowolony – nie interesowało go już życie na dworze, wolał spokojną rezydencję poza miastem. Młoda Maria Teresa prawdopodobnie inaczej wyobrażała sobie życie żony infanta, wprawdzie nie mieli żadnych problemów finansowych, jednak ich życie towarzyskie z dala od dworu było bardzo monotonne. Z korespondencji spowiednika infanta z królewskim sekretarzem Floridablanca wynika, że infant, o słabym charakterze, dawał się łatwo manipulować swojej dumnej i żywiołowej żonie. Duchowny skarżył się, że młoda żona źle traktowała infanta i publicznie go poniżała. Doszło nawet do kłótni infanta z sekretarzem Juanem Miguelem Aristią, wywołanej zachowaniem Marii Teresy.
Mieli czworo dzieci, jednak drugi z kolei syn zmarł po kilku miesiącach od narodzin. Dorosłość osiągnęli Ludwik Maria, Maria Teresa i Maria Ludwika.
Ludwik Antoni, który był słabego zdrowia, zmarł w wyniku choroby w 1785. Z rozkazu Karola III dzieci zostały odebrane matce i oddane pod opiekę kardynała Francisca Lorenzany. Córki trafiły do klasztoru św. Klemensa w Toledo, a synem zajął się sam Lorenzana, który wykształcił Ludwika Marię na swojego następcę, oraz, jak jego ojciec, arcybiskupa Toledo i przyszłego kardynała. Religijna edukacja dzieci infanta była kolejnym środkiem, podjętym przez króla w celu zabezpieczenia sukcesji syna. Maria Teresa nie sprzeciwiła się woli Karola III, prawdopodobnie licząc na jego przychylność. Król okazał się jednak surowy i nie pozwolił jej odwiedzać dzieci ani powrócić do rodzinnej Saragossy. Musiała pozostać w Arenas del Pedro, skąd mogła udawać się jedynie do posiadłości w Velada. Rok po śmierci infanta burmistrz Arenas del Pedro poinformował sekretarza Floridablanca o romansie Marii Teresy z młodym Franciskiem del Campo, który stał się lokalnym skandalem. Francisco został natychmiast wezwany do Madrytu, gdzie objął nowe stanowisko.

## Rehabilitacja
Po śmierci Karola III w 1788 na tron wstąpił jego syn, Karol IV, i Maria Ludwika Parmeńska. Nowy król okazał się dla Marii Teresy łaskawszy, pozwolił jej odwiedzić dzieci i osiedlić się w wybranym mieście; podniósł jej wdowią rentę. Maria Teresa przeniosła się do pałacu Zaporta w Saragossie. Zabrała ze sobą istotną kolekcję sztuki, którą mąż zapisał jej w testamencie.
W 1797 królowa Maria Ludwika zaaranżowała małżeństwo jej córki, Marii Teresy Burbon, z Manuelem Godoyem – pierwszym ministrem króla i faworytem królowej. To małżeństwo przyniosło rodzinie restaurację dóbr i tytułów szlacheckich. Maria Teresa i jej córki zostały damami Orderu Królowej Marii Ludwiki, a ona sama mogła używać tytułu infantki. Jej syn, Ludwik Maria, został kardynałem Toledo.
W 1802 Maria Teresa zabrała z klasztoru młodszą córkę, z którą zamieszkała w Saragossie. W 1808, w obliczu wojny hiszpańsko-francuskiej i możliwego ataku wojsk na Saragossę, Maria Teresa schroniła się razem z córką na Majorce. Pozostały tam do 1814, po czym wróciły do Saragossy.
Zmarła 26 lutego 1820 i została pochowana z honorami członka rodziny królewskiej w krypcie Bazyliki del Pilar w Saragossie. W swoim testamencie przykazała, aby kolekcja sztuki, którą zgromadziła z mężem, została przeniesiona do ich Pałacu Boadilla del Monte.

## Mecenat
Infant i jego żona byli ważnymi mecenasami sztuki; skupiali wokół siebie wielu utalentowanych malarzy, pisarzy i muzyków. W latach 1783–1784 Francisco Goya wykonał dla nich wiele portretów; najważniejszy z nich to Rodzina infanta don Luisa. Wielokrotnie portretował Marię Teresę (Portret Marii Teresy de Vallabriga (profil), Portret Marii Teresy de Vallabriga na koniu); darzył ją szczególnym szacunkiem i sympatią, być może dlatego, że oboje pochodzili z Aragonii. Uznanie infantów dla pracy Goi istotnie wpłynęło na jego karierę jako portrecisty.